# Protanyderus margarita
Protanyderus margarita är en tvåvingeart som beskrevs av Alexander 1948. Protanyderus margarita ingår i släktet Protanyderus och familjen Tanyderidae. Inga underarter finns listade i Catalogue of Life.